# Johann Alesius
Johann Alesius, Johann Olescher (Brassó, ? – Szászhermány, 1649. november 19. vagy december 19.) gimnáziumi tanár és evangélikus lelkész.

## Élete
1619-ben iratkozott be a brassói gimnáziumba Johannes Aleschensis néven. 1630–1632-ben a brassói gimnázium tanára volt; 1632–1634-ben városi lelkész; 1634. november 9-én választották Szászhermány lelkészévé, amely tisztséget haláláig betöltötte. 1633 és 1645 között a brassói városi tanács tagja volt.
I. Rákóczi György erdélyi fejedelem halálára gyásziratot készített Lacrymae super tristem obitum Transilvaniae Principis Georgii Rákoci címmel 1648-ban.